# 2150 Nyctimene
A 2150 Nyctimene (ideiglenes jelöléssel 1977 TA) egy kisbolygó a Naprendszerben. W. L. Sebok fedezte fel 1977. október 13-án.